# Archives départementales de la Savoie
Les archives départementales de la Savoie sont le service d'archives départementales du département français de la Savoie en région Auvergne-Rhône-Alpes.
Gérées par le conseil départemental de la Savoie, elles sont installées sur les bords de la Leysse à l’entrée est de Chambéry, chef-lieu du département.

## Histoire

### Le bâtiment
Les archives départementales de la Savoie sont actuellement situées dans un ancien garage automobile Peugeot le long de la Leysse au sud-est de Chambéry.
Toutefois, cette installation fait suite à un déménagement depuis le bâtiment de 1936 spécifiquement construit pour les Archives par l'architecte Roger Pétriaux, avec une structure métallique suffisante pour supporter le poids des réserves. Ce bâtiment est labellisé « Patrimoine du XXe siècle » depuis 2005 et demeure aujourd'hui occupé par le conseil départemental de la Savoie.

## Fonds
Les documents conservés couvrent la période du Xe siècle à nos jours. Les archives françaises ont un plan de classement fixé en 1841, celui-ci est introduit en Savoie à la suite de la réunion de l'ancien duché, en 1860. Il a fallu un temps afin de faire correspondre le classement antérieur sarde à ce nouveau cadre.
Les Archives de l'ancien duché de Savoie (Série SA). Cette série fait suite à une demande de la France du rapatriement (effectué en 1950-1951) de Turin à Chambéry de 175 caisses d'archives concernant l'ancien duché de Savoie. L'article 10 des conventions du 23 août, passées entre l'empereur Napoléon III et le roi Victor-Emmanuel de Sardaigne, à la suite du traité de Turin de 1860, n'avait pas eu de suite jusqu'au lendemain de la Seconde Guerre mondiale. Le traité du 10 février 1947 (art. 7) reconnait à la France la légitimité de recueillir les « archives contenant les titres de propriétés, les documents administratifs, religieux et de justice civile » de l'ancien duché et du comté de Nice. Un premier tome Archives de cour concernant cette nouvelle série est publié par le conservateur des archives de Savoie, André Perret, en 1966.
Le plus ancien d'entre eux est la « Charte de Rodolphe III », datant de 996, par laquelle le roi Rodolphe III de Bourgogne fait comte l'archevêque de Tarentaise, Aymon ou Amizon,.

## Fonctionnement
Les archives départementales de la Savoie sont financées par le conseil général de la Savoie. Le budget proposé pour 2014 compte 145 500 euros de fonctionnement et 3 000 euros d'investissement. Pour cette même année, les axes d'action des archives départementales sont :
- la poursuite des travaux de classement et d'inventaire des archives historiques ;
- la mise en place du nouveau système d'interrogations des inventaires ;
- le développement de nouvelles animations notamment dans le cadre des commémorations de la Première Guerre mondiale.

## Conservateurs
- 2020 (en cours) : Florence Beaume[7] ;
- 1996-2020 : Jean Luquet. Reçu en 2015 à l'Académie des sciences, belles-lettres et arts de Savoie, avec pour titre académique titulaire[8],[9] ;
- 1979-1995 : Philippe Paillart ;
- 1951-1979 : André Perret[10] ;
- 1949-1951 : Jean Sablou (1919-2014), nommé ensuite dans le Gard (1951), puis de l'Hérault (1976)[11] ;
- 1929-1949 : Pierre Bernard (1895-1958), nommé ensuite dans les Pyrénées-Orientales ;
- 1898-1929 : Gabriel Pérouse (1874-1929), refuse les archives de l'Isère, puis du Rhône ;
- 1891-1897 : Jules-Joseph Vernier (1866-1925), nommé dans l'Aube. Correspondant du Ministère pour les travaux historiques[12] ;
- 1860-1890 : Alexis de Jussieu(x) (1827-1899, Famille de Jussieu)[13].

## Pour approfondir